# Julija Rakowitsch
Julija Rakowitsch (belarussisch Юлія Раковіч, wiss. Transliteration Julija Rakovič;* 1. August 1974 in Minsk) ist eine ehemalige belarussische Freestyle-Skierin. Sie war auf die Disziplin Aerials (Springen) spezialisiert.

## Werdegang
Rakowitsch startete in der Saison 1992/93 in La Plagne erstmals im Freestyle-Skiing-Weltcup, wobei sie die Plätze 19 sowie 14 errang und kam bei den Weltmeisterschaften 1993 in Altenmarkt-Zauchensee auf den 19. Platz. In der Saison 1993/94 belegte sie mit drei Top-Zehn-Platzierungen den 18. Platz im Aerials-Weltcup und in der Saison 1994/95 mit vier Top-Zehn-Platzierungen den 17. Rang im Aerials-Weltcup. Dabei erreichte sie im Dezember 1993 in Piancavallo mit dem sechsten Platz ihr bestes Ergebnis im Weltcup. Zudem sprang sie bei den Olympischen Winterspielen 1994 in Lillehammer auf den zehnten Platz und bei den Weltmeisterschaften 1995 in La Clusaz auf den 13. Rang. Letztmals im Weltcup startete sie im Dezember 1996 in La Plagne, wobei sie den 21. Platz errang.

## Erfolge

### Olympische Spiele
- 1994 Lillehammer: 10. Platz Aerials

### Weltmeisterschaften
- 1993 Altenmarkt: 19. Platz Aerials
- 1995 La Clusaz: 13. Platz Aerials

### Weltcupwertungen
Rakowitsch nahm an 19 Weltcups teil und erreichte sieben Top-Zehn-Platzierungen.
| Saison  | Gesamt | Gesamt | Aerials | Aerials |
| Saison  | Platz  | Punkte | Platz   | Punkte  |
| ------- | ------ | ------ | ------- | ------- |
| 1992/93 | 13     | 72.    | 76      | 26.     |
| 1993/94 | 43     | 52.    | 344     | 18.     |
| 1994/95 | 40     | 52.    | 324     | 17.     |
| 1995/96 | 17     | 67.    | 152     | 20.     |
| 1996/97 | 5      | 90.    | 32      | 30.     |